# Territory (Unternehmen)
Territory (Eigenschreibweise: TERRITORY) ist eine deutsche Kommunikationsagentur mit Sitz in Hamburg. Das Unternehmen entstand im Mai 2016 durch den Zusammenschluss mehrerer Gesellschaften und wurde Marktführer im Bereich Content Marketing. Territory war eine hundertprozentige Tochtergesellschaft des zu Bertelsmann gehörenden Verlags Gruner + Jahr. Vor dem Verkauf von G+J an RTL Deutschland wurde Territory aus dem Unternehmen herausgelöst und gehört seit 2022 zu Bertelsmann Marketing Services.

## Geschichte

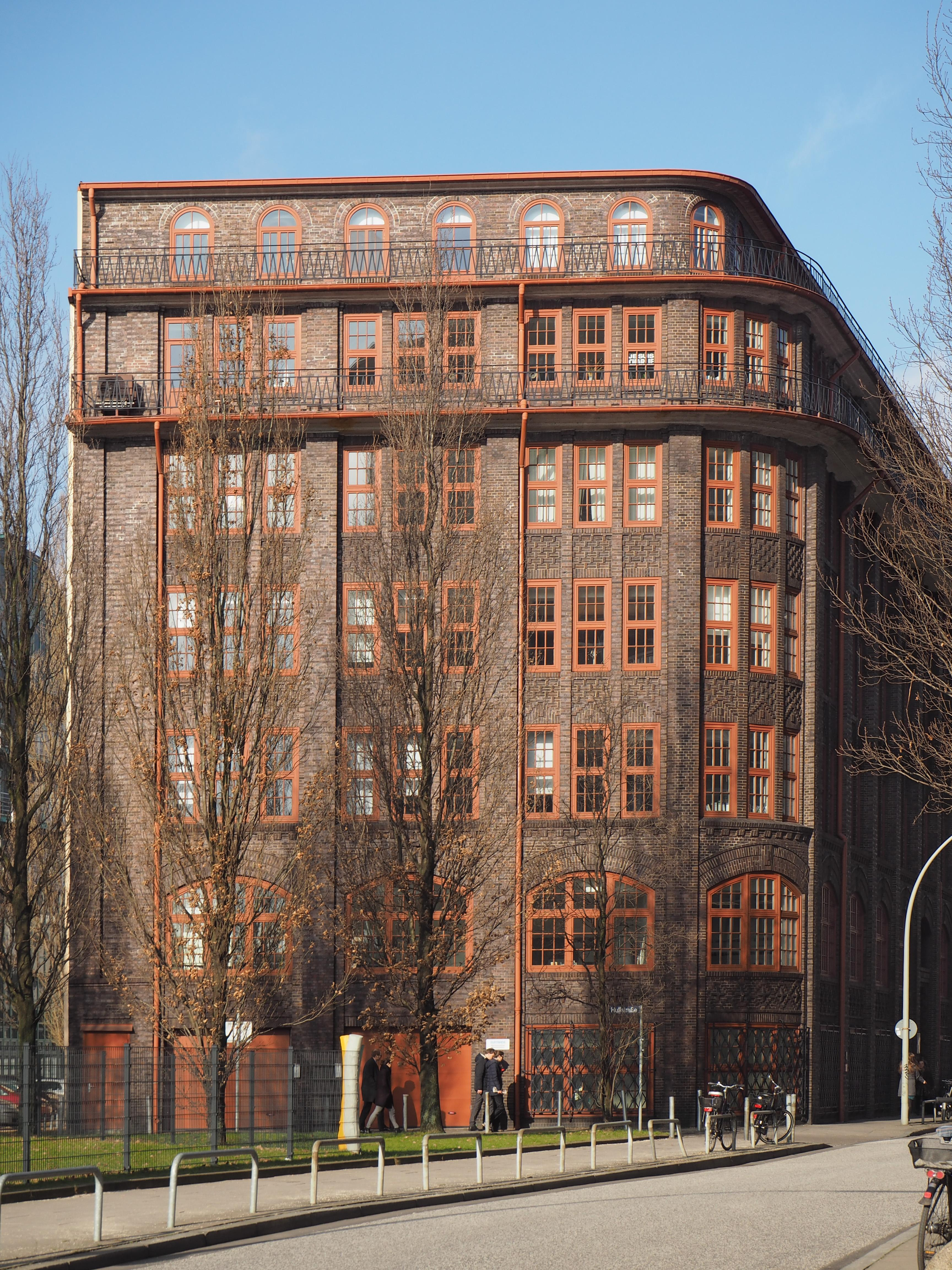
Kontorhaus Stubbenhuk, Zentrale von Territory (2015)

2015 fusionierte G+J Corporate Editors mit der Gütersloher Medienfabrik, die zuvor Arvato zugeordnet war. Die Neuordnung hatte das Ziel, die Content-Marketing- und Corporate-Publishing-Aktivitäten innerhalb des Bertelsmann-Konzerns zu bündeln. G+J Corporate Editors und Medienfabrik erreichten gemeinsam über 100 Millionen Euro Umsatz. 2016 gründete Gruner + Jahr unter dem Namen „Territory“ schließlich eine Kommunikations- und Werbeagentur, die sowohl die G+J Corporate Editors und Medienfabrik als auch die drei Unternehmen CrossMarketing, Employour und Trnd umfasste. Damit baute Gruner + Jahr seine Aktivitäten im Bereich der Mediendienstleistungen signifikant aus, was in der Fachpresse als Angriff auf den Konkurrenten C3 verstanden wurde. Der Umsatz von Territory lag zum Zeitpunkt der Gründung bei 130 Millionen Euro, die Zahl der Mitarbeiter betrug 850. Im Laufe des Jahres 2016 kam durch die Übernahme der Digitalagentur Webguerillas ein weiteres Unternehmen unter das Dach von Territory. Außerdem rief Territory mit der Kommunikationsagentur Kolle Rebbe das Joint Venture „Honey“ ins Leben.
2025 löste Oliver Reinke Sandra Harzer-Kux als Sprecherin der Geschäftsführung ab.